# Коварж, Карел
Карел Коварж (чеш. Karel Kovář; род. 10 декабря 1942, Тршебич) — чехословацкий гребной рулевой, выступавший за сборную Чехословакии по академической гребле в конце 1960-х годов. Победитель и призёр первенств национального уровня, участник летних Олимпийских игр в Мехико.

## Биография
Карел Коварж родился 10 декабря 1942 года в городе Тршебич, Чехословакия.
Наиболее значимый результат в академической гребле на международном уровне показал в сезоне 1968 года, когда в качестве рулевого вошёл в состав чехословацкой национальной сборной и благодаря череде удачных выступлений удостоился права защищать честь страны на летних Олимпийских играх в Мехико. Будучи рулевым в составе экипажа-двойки, куда также вошли гребцы Иван Милушка и Карел Колеса, занял четвёртое место на предварительном квалификационном этапе, тогда как в дополнительном отборочном заезде финишировал шестым и в полуфинальную стадию не вышел.
После Олимпиады в Мехико Коварж больше не показывал сколько-нибудь значимых результатов в академической гребле на международной арене.